# Bocskai család
A bocskói és kismarjai nemes és báró Bocskai  régi eredetű magyar nemesi család, mely a Baksa nemzetségből származik.

## Története
A család őse a legenda szerint egy bizonyos Micbán, a valóságban a családfa a Baksa nemzetségbeli Batkig vezethető vissza. Batk unokája, Simon, már ispánként szolgált. Ennek a bizonyos Simon ispánnak hat fiától hat különböző család ered, nevezetesebbek a Bocskai és a Széchy családok. A Bocskaiak Simon harmadik fiától, Dénestől származtak le, nevüket az Ugocsa vármegyében fekvő Bocskó községről vették. Dénes fia, Gergely, a zempléni Agócz község birtokát kapta, ezért ifjabbik fia, László, felvette az Agóczy nevet. Idősebbik fia, Demeter, megtartotta a Bocskai nevet. A családból Miklós 1608-ban bárói címet kapott, ezzel a főnemesek sorába emelkedett. A család 1672-ben valószínűleg kihalt, de egy másik Bocskai család is élt ebben az időben, de az, hogy közös eredetűek lennének nem bizonyított.

## Jelentősebb családtagok
- Bocskai Erzsébet (1555 körül – 1581) Báthory Kristóf erdélyi fejedelem neje
- Bocskai István (1557 – 1606) Bihar vármegye főispánja, erdélyi fejedelem
- Bocskai István (1610 körül – 1672) Zemplén vármegye főispánja
- Bocskai Miklós (1567 – 1621) Bethlen Gábor tanácsosa